# Транспорт Кременчука
Транспорт Кременчука — уся наявна транспортна мережа Кременчука, яка включає в себе як державні, так і приватні послуги. У місті сходиться низка важливий залізничних й автомобільних шляхів, діє Кременчуцький річковий порт, наявна розвинена система міського та приміського громадського транспорту.

## Загальна характеристика
Кременчук має розвинену транспортну інфраструктуру, яку складають автомобільні дороги, залізниця, водні шляхи сполучення та мости, серед яких особливу роль відіграє Крюківський міст.
У Кременчуці розвинені автомобільні перевезення, тролейбус. У 1899—1922 роках існувала трамвайна система.

## Автомобільні дороги та автомобільний транспорт

### Основні відомості
Через Кременчук проходить європейський автошлях E584М22 (Полтава — Слобозія) та автошлях національного значення Н08 (Бориспіль — Маріуполь).

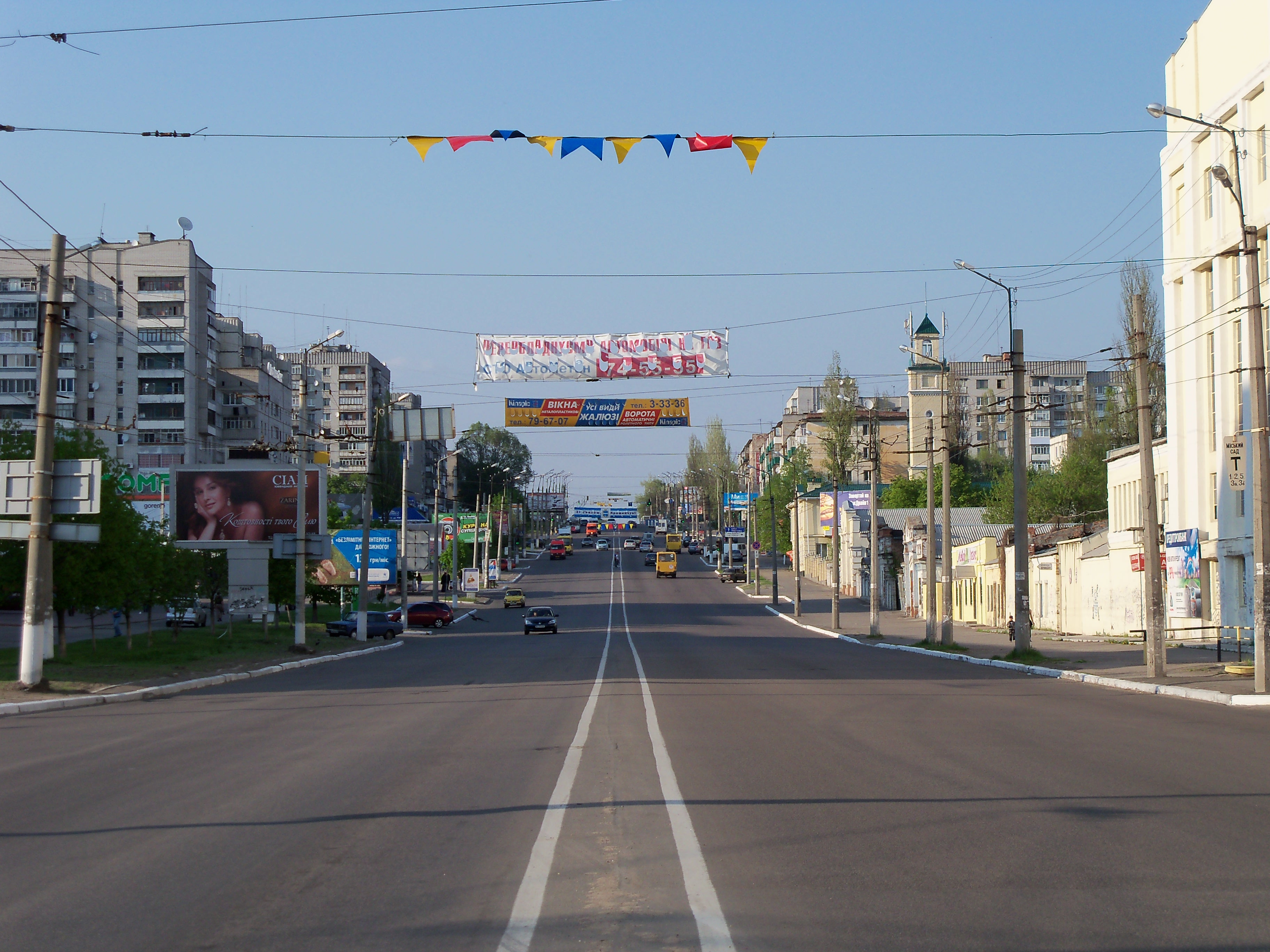
Проспект Свободи (2011)

Характерною особливістю планування Кременчука є те, що місто сильно «витягнуте» з півночі на південь. Отже, головною магістраллю, яка сполучає більшість мікрорайонів із центром та лівобережну й правобережну частини міста, є наступна (з півночі на південь): вулиця Свіштофська, проспект Лесі Українки, проспект Свободи, вулиця Халаменюка, вулиця Першотравнева, вулиця Небесної Сотні, Крюківський міст, вулиця Макаренка, вулиця Республіканська (більше 20 км).
Переважна більшість доріг Кременчука має асфальтове покриття. Окремі ділянки бруківки збереглися на низці вулиць на околицях.

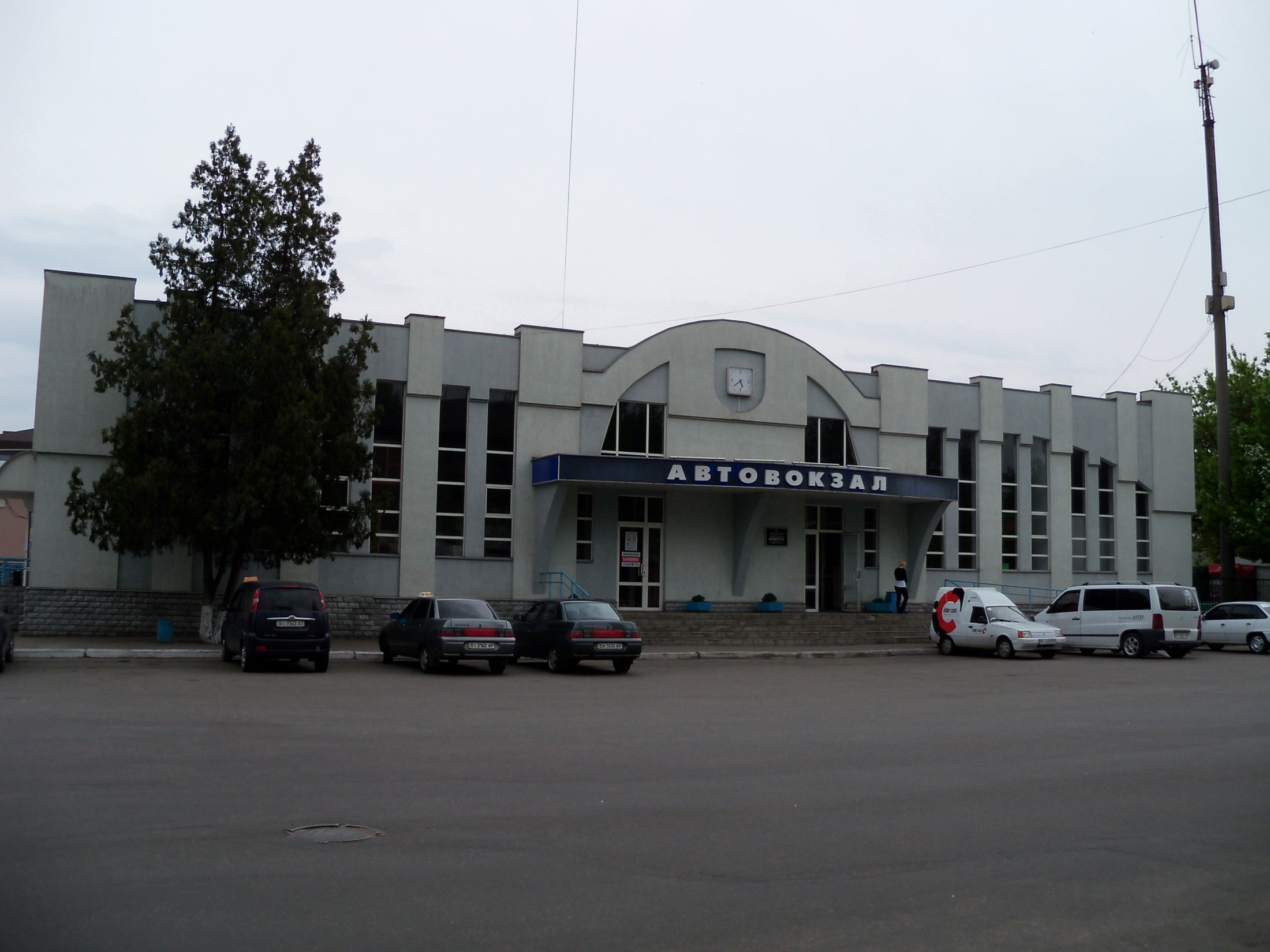
Автовокзал (2011)

Головні автотранспортні магістралі:
- Проспект Лесі Українки
- Полтавський проспект
- Проспект Свободи
- Вулиця Київська
- Вулиця Халаменюка
- Вулиця Першотравнева
- Вулиця Небесної Сотні
- Крюківський міст
- Вулиця Республіканська
- Вулиця Чумацький Шлях
- Вулиця Академіка Герасимовича

### Міжміський автобусний транспорт
Для забезпечення міжнародного, міжміського та приміського автобусного сполучення в Кременчуці функціонує автовокзал Кременчук (автостанція Кременчук). Приватні міжміські автобуси та мікроавтобуси курсують також від магазину «Амстор» по вулиці Халаменюка (на Полтаву, Харків, Київ, Дніпро), приміські — від зупинок «Крюківський міст» та «Центральний ринок».

## Залізниця

### Короткі історичні відомості
З 1869 по 1873 велося будівництво Харківсько-Миколаївської залізниці. 1870 року було відкрито регулярний рух поїздів по лінії Полтава — Кременчук.

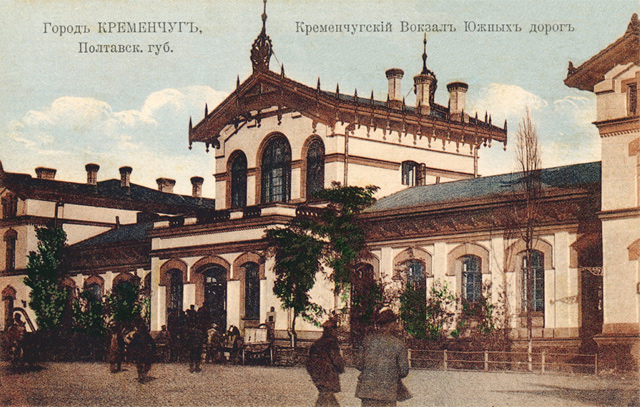
Кременчуцький залізничний вокзал (1900-ті роки)

1872 року було побудовано Крюківський міст через Дніпро та залізничні шляхи потягнулися далі на південь. У 1888 році Кременчук з'єднується з балтійським портом Либава (нині — Лієпая). У місті було споруджено два залізничні вокзали — «Кременчук» (1870) та «Крюків-на-Дніпрі» (1869).

### Сучасний стан
Залізниці Кременчука мають три магістральні напрями: Полтавський (схід), Ромоданівський (північ), Знам'янський (південний захід). Залізниці Полтавського та Знам'янського напряму електрифіковані. Крім магістральних напрямів, існують лінії на Золотнишине, Редути, Світловодськ та кілька місцевих колій промислового значення.

### Залізничні станції у межах міста
- Кременчук (станція)
- Крюків-на-Дніпрі

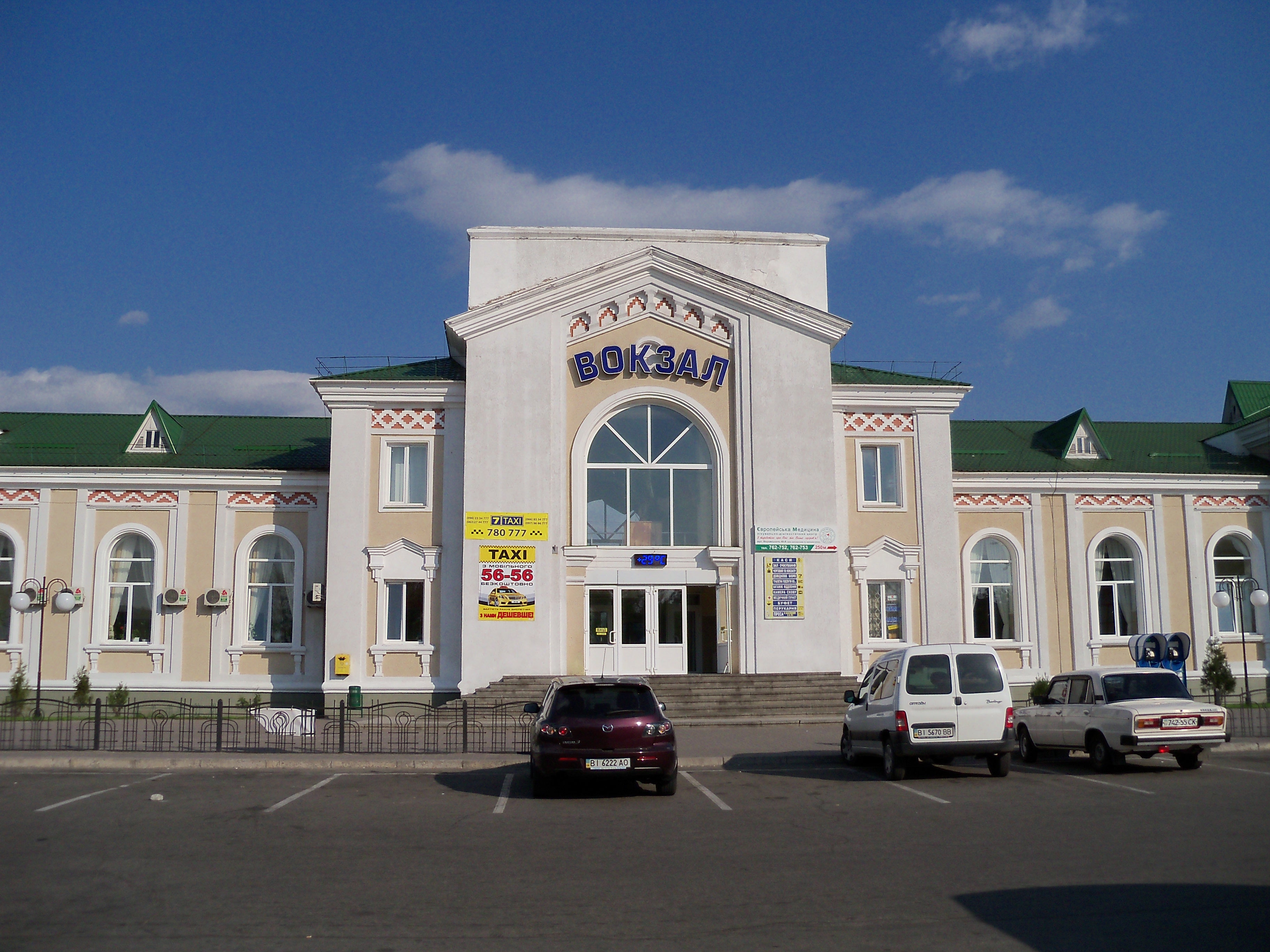
Вокзал станції Кременчук

- Велика Кахнівка (вантажна станція)
- Кагамлицька (вантажна станція)
- Терешківка

На станціях Кременчук, Крюків-на-Дніпрі та Терешківка є будівлі вокзалів.
Усі станції належать до Південної залізниці.

## Повітряний транспорт

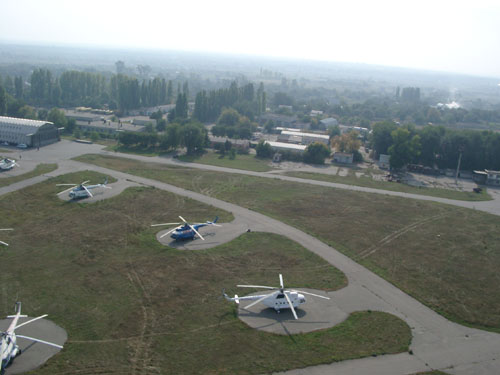
Вертольоти на аеродромі «Велика Кохнівка»

На північно-східній околиці Кременчука розташований аеродром «Велика Кохнівка», який приймає вертольоти і невеликі літаки АН-24 та ЯК-40. Аеродром використовується як тренувальна база Кременчуцького льотного коледжу, але іноді приймає й цивільні рейси.
Також власністю міста є аеродром в «Потоки» поблизу однойменного села.

## Водні шляхи сполучення
Судноплавство в Кременчуці розвивалося із самого початку існування міста.

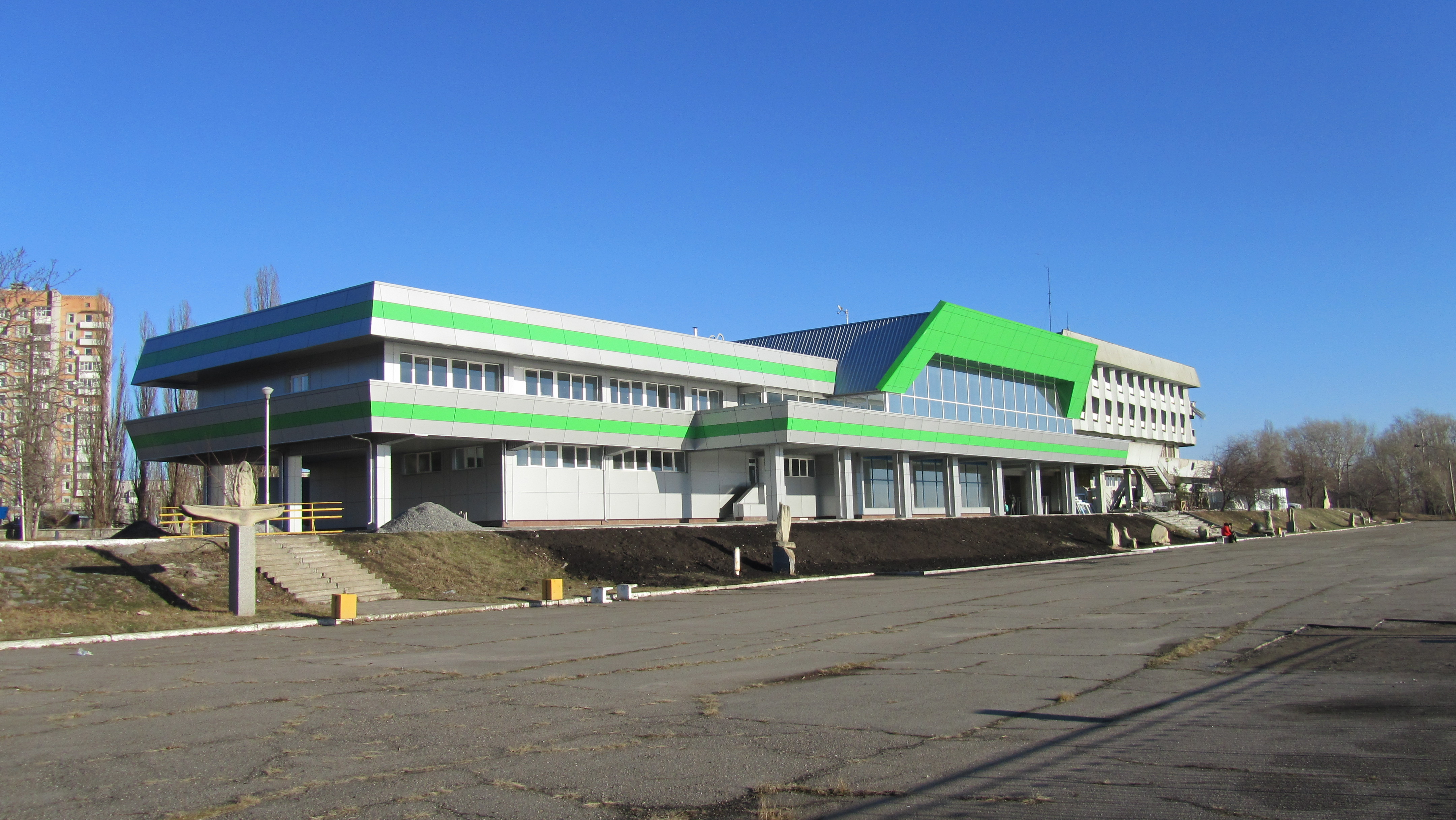
Кременчуцький річковий вокзал

1823 року було засновано як пристань Кременчуцький річковий порт, а з 1850 року було відкрито першу регулярну пасажирську лінію між Кременчуком і Пінськом.
За часів СРСР у Кременчуці Дніпром здійснювалася регулярна навігація. Ходили вантажні судна, виконувалися регулярні пасажирські рейси до інших міст над Дніпром та до острова Зелений
Нині пасажирські рейси Дніпром вважаються нерентабельними — виконуються переважно прогулянкові й туристичні. Проте задля транспортування великих вантажів фарватер Дніпра як і раніше використовується.
1985 року був збудований Кременчуцький річковий вокзал, але зараз будівля за призначенням не використовується.

## Мости
Найбільше стратегічне значення не тільки для міста, а й для країни має Крюківський міст — єдиний зв'язок між лівобережною та правобережною частинами Кременчука.

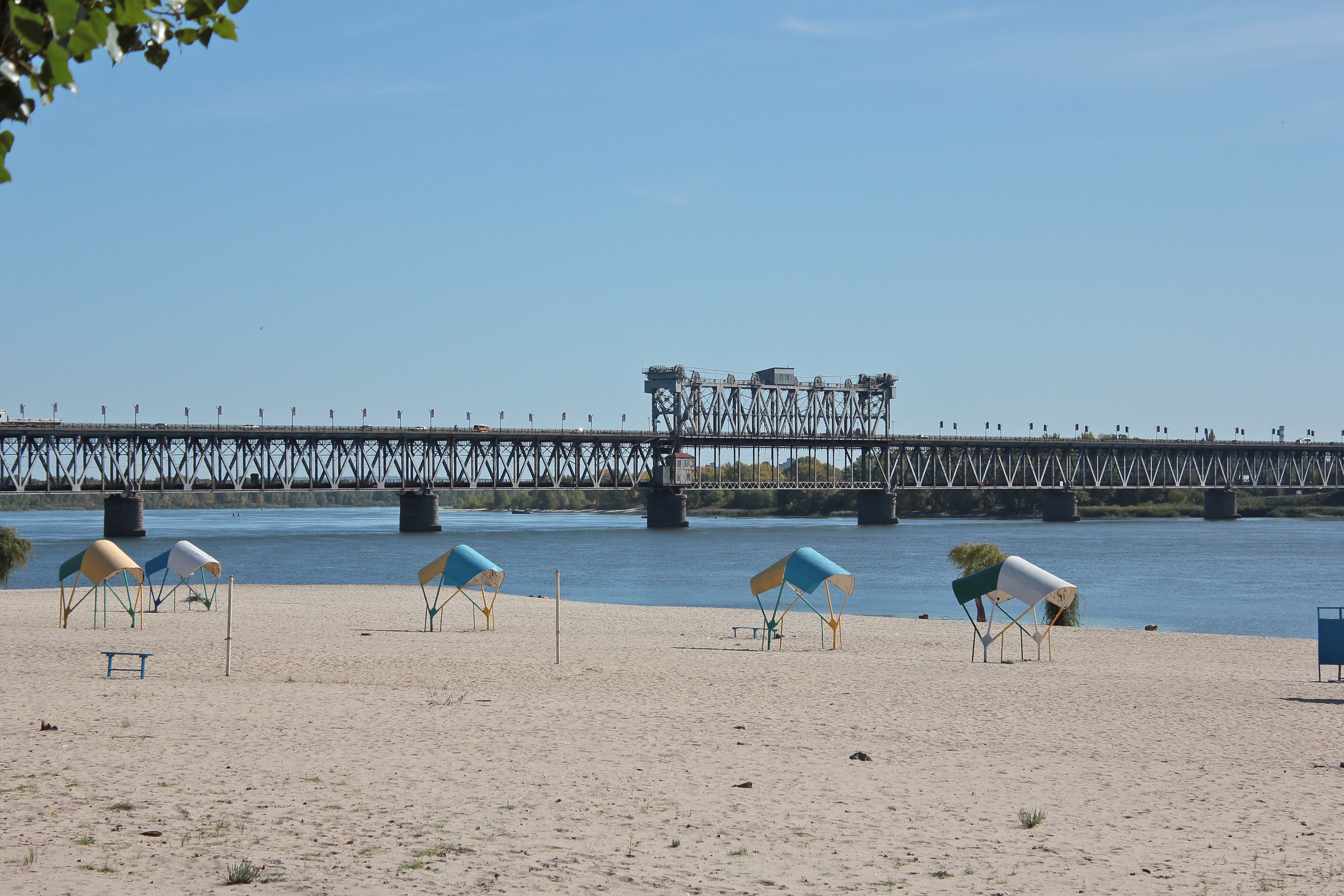
Крюківський міст

Історично Кременчук був заснований на лівому березі Дніпра, навпроти, на правому березі, існувало місто Крюків. Наприкінці XVIII століття Крюків було приєднано до Кременчука.
Перший капітальний міст, який з'єднав лівобережну й правобережну частини Кременчука, було збудовано в 1870—1872 роках за проектом Аманда Струве, аби об'єднати дільниці Харків-Кременчук та Крюків-Єлисаветград Харківсько-Миколаївської залізниці.
Сучасний Крюківський міст було збудовано після Другої світової війни 1949 року замість зруйнованого.
Наразі Крюківський міст знаходиться в аварійному стані; міський голова Кременчука навіть видав розпорядження про обмеження руху ним для багатотоннажних автомобілів.
З 1987 року існують плани будівництва нового мосту через Дніпро в Кременчуці, але до безпосередньої реалізації справа жодного разу не дійшла.
Також Кременчук має низку невеликих мостів, споруджених над притоками Дніпра, та шляхопроводів.

## Громадський транспорт
У Кременчуці діє розгалужена система тролейбусів, автобусів та маршрутних таксі. Загальна довжина автобусних маршрутів складає 311,7 км, тролейбусних — 72,7 км у в двомірному обчисленні. Пасажирські перевезення здійснює комунальне підприємство «Кременчуцьке тролейбусне управління» та 10 підприємств автотранспорту різних форм власності.

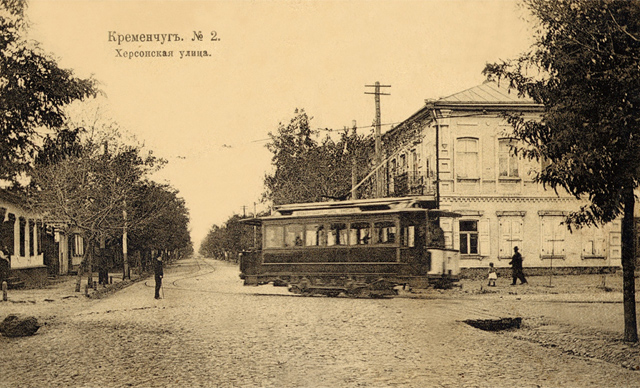
Трамвай на Херсонській вулиці

У 1899—1922 роках у Кременчуці функціонувала трамвайна система.

### Трамвай
Рух трамваїв у Кременчуці було відкрито 11 грудня 1899 року. Налічувалося три маршрути. Крім пасажирських перевезень трамвайне управління здійснювало перевезення вантажів, постачання електроенергії приватним споживачам, облаштування вуличного освітлення та деякі інші роботи.
1921 року був припинений пасажирський рух, а 1922 року — й вантажний. Інфраструктуру було демонтовано, а 1927 року трамвайні вагони, що залишилися, було продано в Ярославль, де вже використовувалися подібні до кременчуцьких вагони.

### Тролейбус
Будівництво тролейбусної системи Кременчука розпочалося 1965 року, а вже в листопаді 1966 року була запущена перша тролейбусна лінія від річкового вокзалу до електростанції. Через рік існуючу лінію добудували до автозаводу. Депо розташовувалося на вулиці Київській. Майже відразу добудовувалася лінія на нафтопереробний завод.

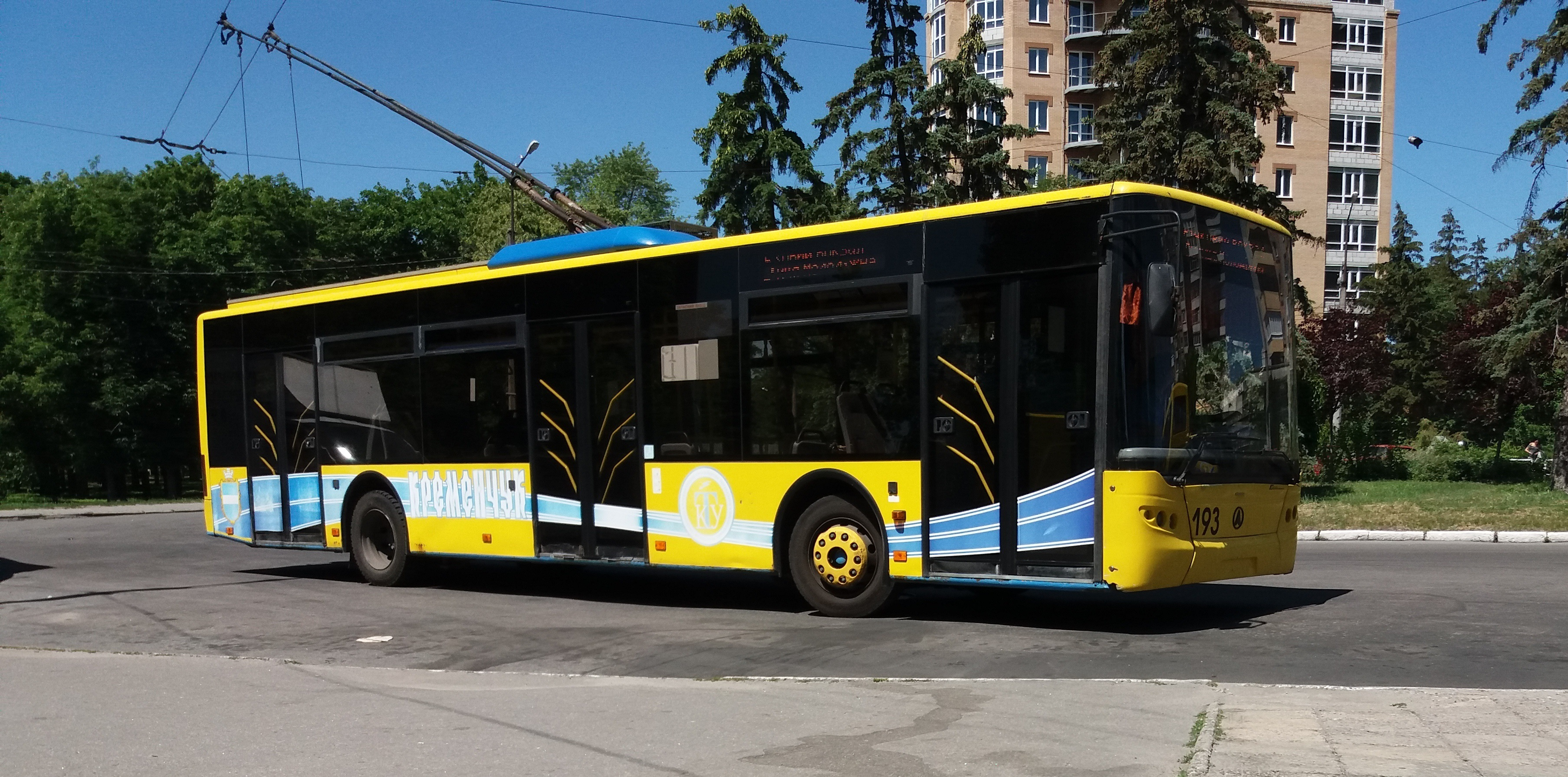
Тролейбус ЛАЗ Е183 на кінцевій зупинці «Річковий вокзал»

У 1970-х роках тролейбусна мережа швидко розвивається й поповнюється новими машинами. Була запущена тролейбусна лінія і на правому березі — в Крюкові, але через неможливість з'єднати її із основною системою через Крюківський міст функціонувала вона недовго й через кілька років була закрита.
Найбільшого розвитку тролейбусна мережа Кременчука за загальною довжиною ліній та кількістю машин досягла у 1980-ті роки. У 1990-ті роки поступово зменшується кількість маршрутів та випусків на лінію.
З 2011 року починаються позитивні зміни в кременчуцькому тролейбусному господарстві: з'являються нові машини, відновлюється навчання професії водія тролейбуса.
2017 року Кременчуцькою міською радою було затверджено «Програму розвитку міського електротранспорту м. Кременчука на 2018—2022 роки», яка визначає перспективи розвитку електротранспорту в Кременчуці на 5 років із щорічним корегуванням показників. Втілення програми в життя має сприяти оновленню рухомого складу шляхом придбання нових тролейбусів українського виробництва, відновленню тролейбусної інфраструктури правобережної частини міста, зростанню протяжності ліній та обсягів пасажирських перевезень, покращенню показників комфортності та безпеки перевезень, скороченню обсягів споживання електроенергії та забезпеченню доступності послуг усім верствам та категоріям населення. Планується, що фінансуватиметься програма за рахунок міського бюджету, інвестиційних коштів, а також власних коштів підприємства.
Станом на 2018 рік у Кременчуці діють 9 маршрутів, рухомий склад налічує близько 60 машин, загальна довжина мережі — 72,7 км.

### Автобус та маршрутне таксі
Станом на грудень 2024 року в Кременчуці діють більше 20 маршрутів міського автобусу та маршрутного таксі. Вартість проїзду в міських автобусах становить 12 гривні, в маршрутних таксі — 12 або 15 гривень (в залежності від маршруту). Деякі з автобусних маршрутів обслуговуються мікроавтобусами, які працюють у так званому «звичайному режимі»: вартість проїзду — 12 гривень. 
Також значну роль у міських перевезеннях відіграють приміські автобуси, маршрути яких починаються переважно в центрі й пролягають через основні транспортні магістралі Кременчука. Вартість проїзду в них у межах міста складає 12 -15 гривень.

## Велосипедна інфраструктура
Станом на 2018 рік у Кременчуці відсутня велоінфраструктура, але плани її створення існують. Так 4 квітня 2017 на сесії міськради депутати затвердили Концепцію розвитку велосипедного руху в Кременчуці на 2017—2027 роки. Згідно з цією концепцією в місті мають бути споруджені вело доріжки різних стандартів, стоянки та парковки (криті та відкриті місця постійного зберігання велосипедів), станції термінового технічного обслуговування велосипедів, дитячий велосипедний парк.